# Erlizumab
L'erlizumab, noto anche come rhuMAb, è un anticorpo monoclonale ricombinante umanizzato, che è stato sperimentato come farmaco immunosoppressivo. L'erlizumab è stato sviluppato dalla Genentech in collaborazione con la Roche per il trattamento di patologie come: l'infarto, l'ictus, e lo shock traumatico.
Il farmaco agisce boccando il recettore CD-18.

### Erlizumab
- (EN) Frederick W. Alt, Advances in Immunology, Academic Press, 21 settembre 2006,  pp. 130–, ISBN 978-0-12-022491-3.
- (EN) accessda Klaus Ley, Adhesion molecules: function and inhibition, Springer, 2007,  pp. 297–, ISBN 978-3-7643-7974-2.